# Polizia Dipartimento Favole
Polizia Dipartimento Favole (F.T.P.D. Fairy Tale Police Department) è una serie animata prodotta da Yoram Gross-Em.Tv e Victory Media Group, e trasmessa da Seven Network tra il 2001 e il 2002.
Composta da due stagioni di 13 episodi l'una, in Italia i 26 episodi complessivi sono stati trasmessi da Fox Kids da luglio 2003, e in seguito da Rai 3 dal 2004 come un'unica serie, in seguito non rispettando l'ordine cronologico delle puntate.

## Trama
Per qualche ignota ragione, i finali delle più famose favole sono stati misteriosamente e inspiegabilmente sabotati. A pensare a risolverli è il Dipartimento di Polizia delle Fiabe. Un giorno Geppetto si ritrova derubato del suo ciocco di legno dal quale voleva ricavare Pinocchio. I neo agenti di polizia Chris e Johnny si offrono volontari per recuperare il legno. Dopo averlo salvato, i due vengono assunti ufficialmente nella Polizia assieme a Pinocchio, che vuole sdebitarsi per essere stato salvato da loro.
In seguito altri personaggi delle fiabe si troveranno nei guai come Raperonzolo che si ritrova calva, o il soldatino di piombo poco coraggioso, o il crollo della Casa di Mattoni dei tre porcellini o il prematuro furto dell'arpa magica del Gigante.

## Personaggi principali
- Christine "Chris" Anderson: è un'agente del FTDP e lavora in coppia con Johnny. È la più intelligente e perspicace del gruppo.
- Johnny Legend: è un agente del FTDP e lavora in coppia con Chris. È spesso distratto e pasticcione, a volte un po' infantile, e tiene moltissimo ai suoi capelli, tanto da tenere sempre con sé il suo pettine, anche in occasioni pericolose.
- Wanda: è un'anziana fata che collabora con il dipartimento di polizia. Nel quarto episodio si scopre essere l'ultima madrina della Principessa Aurora, la bella addormentata, quella che ha annullato la maledizione della strega cattiva. È amica dello Stregone, di Agatha, madrina di Cenerentola, e di Hilda, la strega di Raperonzolo. Ha una bacchetta difettosa che spesso le fa combinare grossi pasticci, facendo infuriare il capo del dipartimento, da lei affettuosamente chiamato "caro".
- Horace White: è il capo del dipartimento del paese delle favole e coordina le missioni degli agenti di polizia. Burbero e dalla facile collera, non sopporta che Wanda lo chiami "caro".
- Claude: è un ranocchio che tenta senza successo di ritornare ad essere un principe, nonostante sia il solo a crederlo, chiaro riferimento a Il principe ranocchio. È il tecnico di laboratorio del dipartimento, a lui sono affidate analisi e perizie scientifiche.
- Pinocchio: figlio adottivo di Geppetto, sogna di diventare un grande agente di polizia come Johnny e Chris, e spesso va in loro soccorso. Era il protagonista del primo caso degli agenti: una strega voleva usare il suo legno per ricavarne una bella scopa, ma fu salvato in tempo dai poliziotti, e per riconoscenza si unì a loro.

## Edizione italiana

### Doppiaggio
| Personaggi     | Voce italiana      |
| -------------- | ------------------ |
| Johnny Legend  | Christian Iansante |
| Chris Anderson | Stella Musy        |
| Wanda          | Serena Spaziani    |
| Capo           | Diego Reggente     |
| Claude         | Oliviero Dinelli   |
| Narratore      | Michele Kalamera   |

## Episodi

### Prima stagione
1. Pinocchio in pericolo (Pinocchio: Puppet in Peril)
2. Alla ricerca del Principe Rospo (The Frog Prince Riddle)
3. Giornata nera per Biancaneve (Black Day for Snow White)
4. Niente bacio per la Bella Addormentata (No Kiss for Sleeping Beauty)
5. I tre Porcellini senza casa (The Little Pigs' House of Trouble)
6. Alla ricerca dei vestiti dell'Imperatore (The Emperor's New Clues)
7. Grossi guai per il piccolo Sarto (Big Trouble for the Little Tailor)
8. Missione Brutto Anatroccolo (The Good, the Bad and the Ugly Duckling)
9. Il pasticcio della Bella e la Bestia (The Beauty and the Beast Bungle)
10. L'ultima pagliuzza di Tremotino (Rumpelstiltskin's Last Straw)
11. Il caso della scarpetta di cristallo (The Glass Slipper Caper)
12. Le peripezie del Soldatino di stagno (The Trials of the Tin Soldier)
13. Il mistero dei Musicanti di Brema (The Musicians of Bremen Mystery)

### Seconda stagione
1. La Principessa sul pisello (No pea for a Princess)
2. Corso di sopravvivenza per Hansel e Gretel (Who'll Help Hansel and Gretel?)
3. Apprendista Stregone in crisi (The Sorcerer's Apprentice Spells Trouble)
4. Raperonzolo e la lozione magica (The Hair-Raising Rapunzel Case)
5. Jack e il fagiolo (The Big Beanstalk Break-In)
6. Il Pifferaio magico (The Pied Piper Puzzle)
7. Il Gatto e gli stivali scomparsi (Trouble Afoot for Puss in Boots)
8. Aladino e la lampada perduta (Aladdin and the Lost Lamp)
9. Le aspirazioni di Cappuccetto Rosso (Wrong Way for Little Red Riding Hood)
10. Alì Babà alla scuola di polizia (Ali Baba and the Faulty Thieves)
11. La misteriosa scomparsa di Pollicina (The Curious Kidnapping of Thumbelina)
12. Problemi d'amore per la Sirenetta (The Fishy Tale of the Little Mermaid)
13. SOS per il lieto fine (A Fairy Tale Ending)